# می‌توانیم انجامش دهیم!

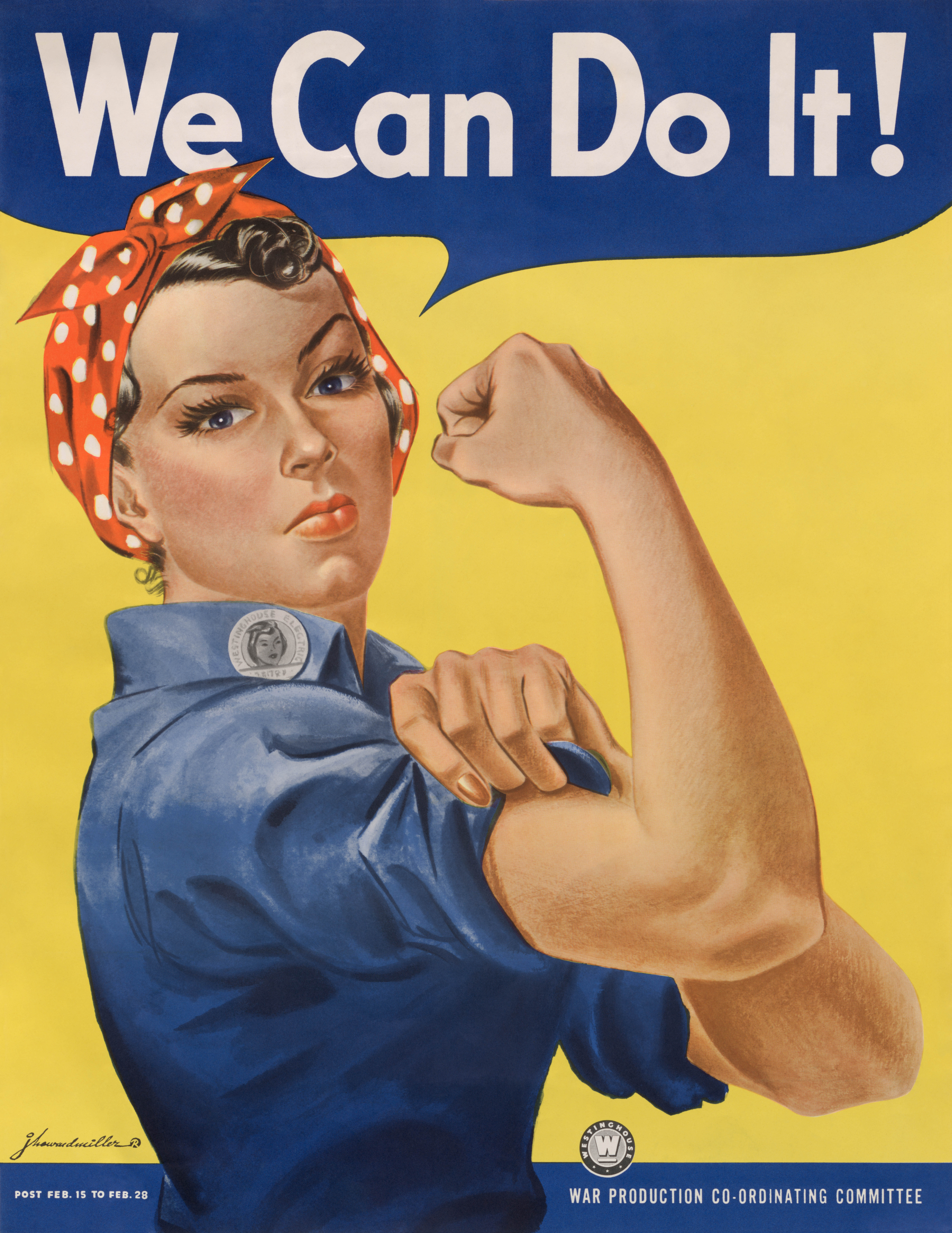
پوستر تبلیغاتی «می‌توانیم انجامش دهیم!»، طرحی از جی. هاوارد میلر در ۱۹۴۳

«می‌توانیم انجامش دهیم!» (به انگلیسی: We Can Do It!‎) پوستری تبلیغاتی است که در سال ۱۹۴۳ میلادی، در خلال جنگ جهانی دوم، توسط جی. هاوارد میلر برای وستینگهاوس الکتریک طراحی شد، تا برای تقویت روحیهٔ نیروی کار در ایالات متحده الهام‌بخش باشد. این پوستر در دورهٔ جنگ جهانی دوم مورد توجه قرار نگرفت.
در اوایل دههٔ ۱۹۸۰ این تصویر دوباره کشف و به شکل‌های گوناگون تکثیر شد؛ اگر چه اغلب آن را «ما می‌توانیم انجامش دهیم!» می‌خواندند، اما با نام «رزی پرچ‌کن» هم شناخته می‌شد که شخصیتی نمادین از زنی قوی بود که در صنایع نظامی کار می‌کرد. از پوستر «ما می‌توانیم انجامش دهیم!» در ترویج فمینیسم و دیگر موضوعات سیاسی اوایل دههٔ ۱۹۸۰ نیز استفاده می‌شد. در سال ۱۹۹۴ این پوستر روی جلد مجله اسمیتسونیان قرار گرفت و در سال ۱۹۹۹ از آن به عنوان تمبر کلاس یک در ایالات متحده استفاده شد. در کمپین‌های انتخاباتی سال ۲۰۰۸ چند تن از نامزدها از این تصویر بهره جستند و در سال ۲۰۱۰ یک هنرمند از آن برای گرامیداشت رسیدن نخستین زن به مقام نخست‌وزیری استرالیا استفاده کرد. این پوستر یکی از ده تصویری است، که بیش از دیگر تصاویر از دفتر ملی بایگانی و مدارک آمریکا درخواست شده است.
پس از کشف مجدد تصویر، بیشتر بینندگان فرض کرده‌اند که این پوستر فراخوانی برای جذب زنان به تلاش‌های مرتبط با جنگ بوده است؛ این در حالی است که این پوستر در زمان جنگ فقط در تبلیغات داخلی وستینگهاوس، آن هم تنها در فوریه ۱۹۴۳، به کار رفته بود و کاربردش هم نه برای آگهی استخدام زنان بلکه برای تشویق کارگران زنِ موجود به سخت‌تر کار کردن بود. فمینیست‌ها و دیگران رفتار الهام‌بخش و پیام ظاهری پوستر را به نفع خود مصادره کرده‌اند و این تصویر را به شکل‌های مختلف، از جمله برای توانمندسازی خود، ارتقای مبارزات سیاسی، تبلیغات و حتی طنز بازسازی کرده‌اند.
جرالدین دویل می‌گوید وقتی پوستر را روی جلد مجلهٔ اسمیتسونیان دید، متوجه شد خودش سوژهٔ تصویر است. دویل عقیده دارد که تصویر او در زمان جنگ به عنوان یک زن کارگر کارخانه گرفته شده و او ندانسته فرض کرد که تصویرش الهام‌بخش طراحی هاوارد میلر شده است. سازمان‌های مختلفی از جمله تالار مشاهیر زن میشیگان نیز از دویل با لقب «رزی پرچ‌کن» یاد کرده و از او تجلیل کردند. با این همه، در سال ۲۰۱۵ زن حاضر در تصویر دوران جنگ شناسایی شد و مشخص شد که «نائومی پارکر» بوده که آن زمان بیست سال داشته است. او اوایل ۱۹۴۲ پیش از آن که دویل از دبیرستان فارغ‌التحصیل شود، شاغل بود. ادعای دویل در مورد این که تصویرش الهام‌بخش این پوستر بوده را نمی‌توان تأیید یا رد کرد، بنابراین نه دویل و نه پارکر را نمی‌توان با قطعیت سوژهٔ این پوستر دانست.

## پیش‌زمینه‌ها

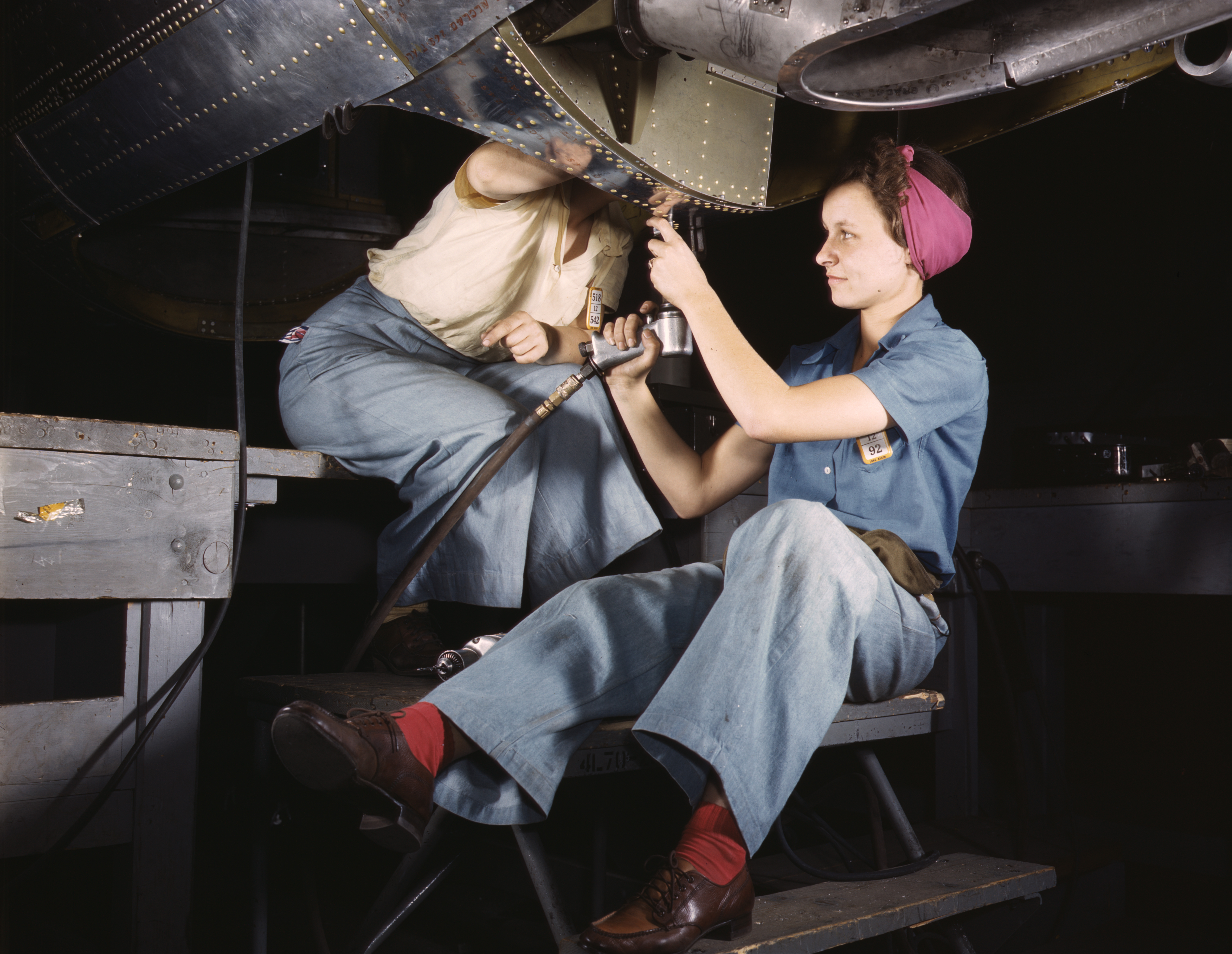
زنان کارگر در کارخانه‌ای در لانگ بیچ، کالیفرنیا، ۱۹۴۲

در خلال جنگ جهانی دوم مشکل بی‌کاری در ایالات متحده آمریکا حل شد. در بهار ۱۹۴۰ در حدود ۷٫۷ میلیون بی‌کار سرشماری شدند. این رقم در پاییز ۱۹۴۱ به ۳٫۴ میلیون رسید و یک سال بعد به ۱٫۵ نفر کاهش یافت. در پاییز ۱۹۴۴ تعداد بی‌کاران کمتر از ۷۰۰٬۰۰۰ نفر شد. با ایجاد میلیون‌ها فرصت شغلی جدید و اعزام مردان جوان به میدان جنگ، ایالات متحده با کمبود نیروی کار مواجه شد. در این هنگام زنان، بازنشستگان و محصلان وارد عرصه شدند و به خاطر احساسات ملی‌گرایانه یا دستمزد در بازار کار مشغول شدند. در همین راستا تفکیک جنسیتی سنتی در جامعه تغییر کرد، به‌طوری‌که جایگاه زن از «خانه‌داری» به «جبهه خانگی» دگرگون شد. تغییر ساختار جنسیتی موجب افزایش تولیدات جنگی شد. در طول جنگ حدود ۶٫۵ میلیون زن وارد نیروی کار شدند. زنانی که بسیاری از آن‌ها متأهل بودند، در انواع شغل‌های با درآمد و بسیاری از مشاغل فنی و تخصصی، که جمعی از آن‌ها قبلاً منحصر به مردان بودند، مشغول شدند. ترکیب وضعیت تأهل زنان کارگر نیز دگرگونی قابل توجهی یافت. از هر ده زن متأهل یکی وارد بازار کار شدند و برای نخستین بار در تاریخ آمریکا، در میان نیروهای کار، تعداد زنان متأهل بیشتر از زنان مجرد شد.
در پایان جنگ جهانی اول، بیست و چهار درصد کارگران کارخانه‌های هواپیمایی زنان بودند، اما این درصد از ابتدای جنگ جهانی دوم افزایش یافت. مری اندرسون، مدیر ادارهٔ زنان، در ژانویه ۱۹۴۲ گزارش داد که حدود ۲٬۸۰۰٬۰۰۰ زن «در حال حاضر درگیر کارهای مرتبط با جنگ هستند و انتظار می‌رود تا پایان سال تعدادشان دو برابر شود.» مهارت‌هایی که زنان از طریق کارهای روزمره خود به دست آورده بودند، بسیار مفید واقع شد و به آن‌ها کمک کرد مجموعه مهارت‌های جدیدی در مشاغل مربوط به جنگ به کار بندند. به عنوان مثال پدیدهٔ فرهنگ عمومی «رزی پرچ‌کن» موجب شد زنان بسیاری به کار پرچ کردن بپردازند. این کار شبیه به خیاطی بود، که زنان با آن آشنا بودند. البته پرچ کردن تنها یکی از مشاغلی بود که زنان در آن به استخدام درآمدند. آن‌ها در بخش‌های مهندسی، خط تولید و استفاده از انواع گوناگون ماشین‌آلات نیز حضور داشتند.

## خلق پوستر

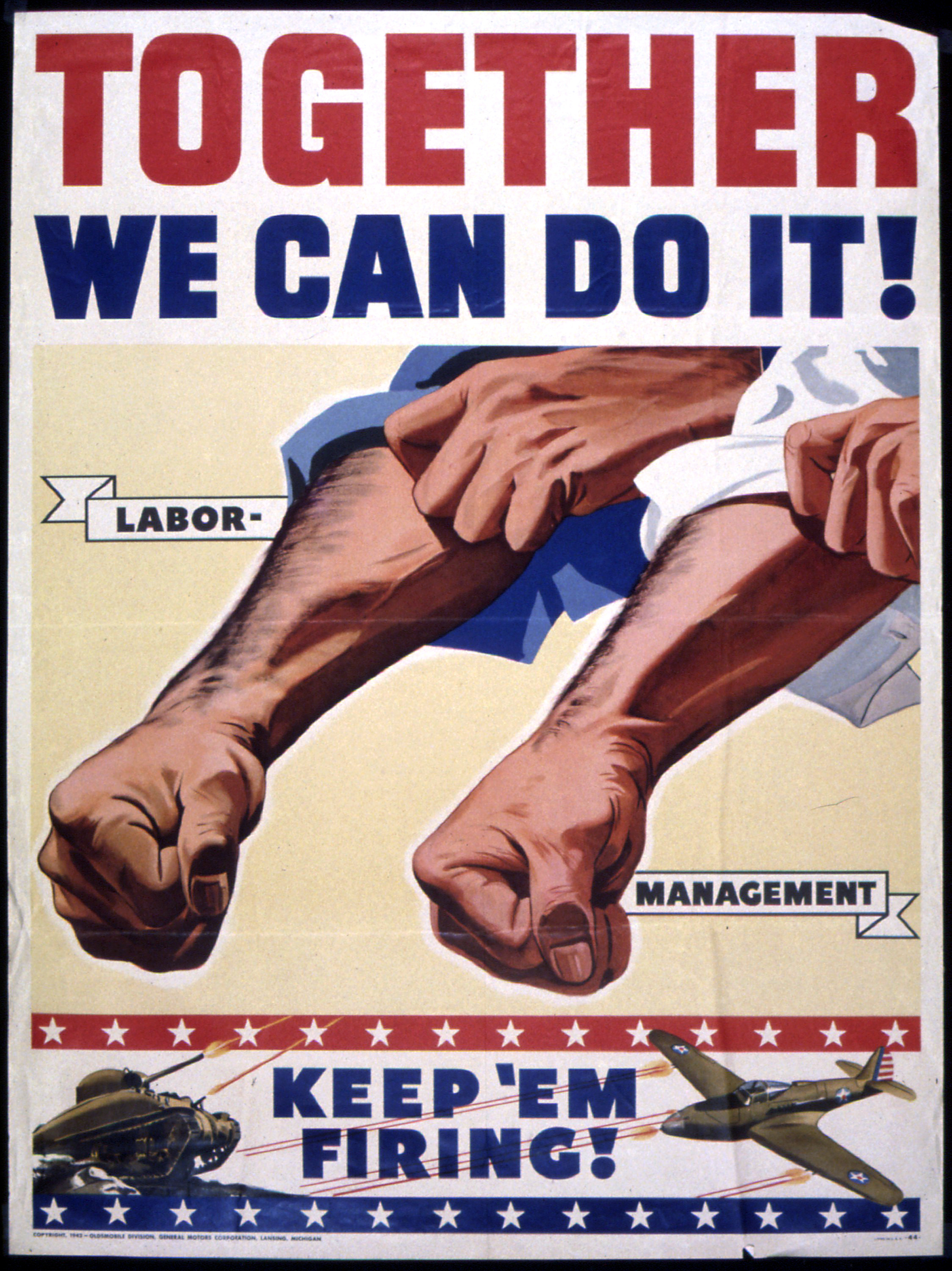
یک پوستر تبلیغاتی در ۱۹۴۲ برای تشویق به وحدت میان کارگران و مدیران شرکت جنرال موتورز.

پس از حملهٔ امپراتوری ژاپن به پرل هاربر، دولت ایالات متحده از تولیدکنندگان خواست تولید مقادیر بیشتری از کالاهای جنگی را برعهده گیرند. فضای موجود در کارخانه‌های بزرگ به خاطر اختلافات اتحادیه‌های کارگری و مدیران به خاطر نارضایتی از شرایط کار در در دههٔ ۱۹۳۰، ملتهب بود. مدیران شرکت‌هایی چون جنرال موتورز به دنبال کاهش اختلافات مذکور و تشویق به کار گروهی بودند. در پاسخ به شایعهٔ به راه افتادن جنبشی توسط اتحادیه کارگران خودرو، جنرال موتورز در ۱۹۴۲ سریعاً پوستری تبلیغاتی منتشر کرد که نشان می‌داد کارگران و مدیران هر دو آستین‌های خود را بالا می‌زنند تا برای حفظ یک نرخ پایدار تولید محصولات جنگی همراه شوند. بر روی پوستر عبارت «با هم می‌توانیم انجامش دهیم!» و «به شلیک ادامه دهید!» نوشته شده بود. انگیزهٔ ساخت چنین پوسترهایی توسط شرکت‌ها این بود که با بهره‌گیری از شرایط جنگ تولیدات خود را بالا ببرند، و نهایتاً جلوی تسلط یافتن دولت بر تولید را بگیرند.

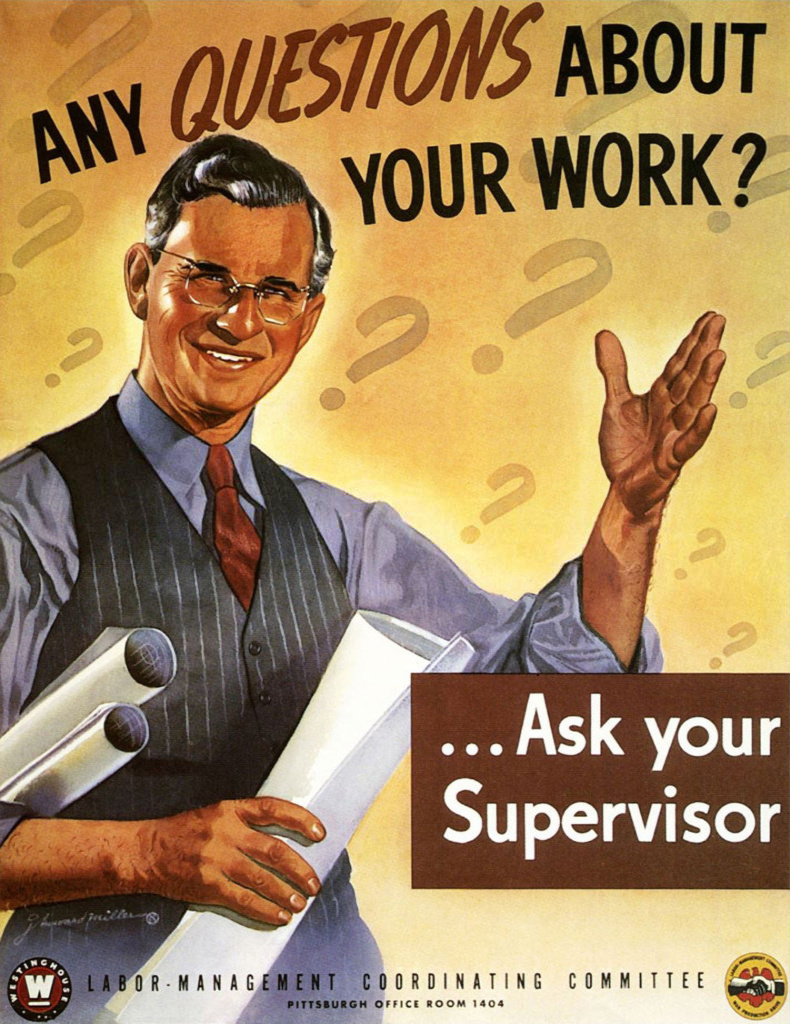
پوستر دیگری از جی. هاوارد میلر از مجموعهٔ «ما می‌توانیم انجامش دهیم!»

در سال ۱۹۴۲ میلادی هنرمند پیتسبرگی، جی. هاوارد میلر، توسط کمیتهٔ هماهنگ‌سازی تولیدات جنگ جهانی شرکت وستینگهاوس الکتریک و به واسطهٔ یک آژانس تبلیغاتی استخدام شد، تا مجموعه پوستری را برای نمایش به کارکنان شرکت طراحی کند. هدف از طراحی پوسترها این بود که روحیهٔ کارگران را افزایش دهد و برای جلوگیری از غیبت، هدایت سؤالات کارگران به مدیریت و کاهش احتمال ناامیدی از کار یا اعتصاب استفاده شود. میلر بیش از ۴۲ پوستر طراحی کرد که هر کدام دو هفته نمایش داده و سپس با پوستر بعدی جایگزین می‌شدند. بیشتر پوسترها مردها را نشان می‌دادند و بر جایگاه سنتی مرد و زن در جامعه تأکید داشتند. یکی از طراحی‌ها مدیری را نشان می‌داد که لبخند می‌زد و عبارت «سؤالی دربارهٔ کارتان دارید…؟ از سرپرست خود بپرسید» بر آن نقش بسته بود.
پوستر «ما می‌توانیم انجامش دهیم!» در فاصلهٔ زمان اوت ۱۹۴۲ تا ۱۹۴۳ طراحی شد. کمتر از ۱٬۸۰۰ کپی از روی این پوستر با اندازهٔ ۱۷ در ۲۲ اینچ (۵۵۹ در ۴۳۲ میلی‌متر) چاپ شد. در ابتدا نمایش این پوستر به چند کارخانهٔ وستینگهاوس در پیتسبرگ شرقی، پنسلوانیا و ایالت‌های غرب میانه آمریکا برای مدت دو هفتهٔ کاری پنج روزه از دوشنبه ۱۵ فوریه ۱۹۴۳ محدود بود. کارخانه‌های هدف پوستر، واحدهایی بودند که آستر کلاه‌خودی از جنس پلاستیک اشباع‌شده با میکارتا، که یک رزین فنولی اختراع‌شده به‌دست جرج وستینگهاوس بود، می‌ساختند. اکثراً زنان در این شرکت کار می‌کردند و قریب به ۱۳ میلیون از کلاه‌خود مذکور روانهٔ میدان‌های جنگ کردند. احتمالاً شعار «ما می‌توانیم انجامش دهیم!» توسط کارگران کارخانه صرفاً به معنی توانمندسازی زنان تفسیر نمی‌شد؛ آن‌ها در معرض مجموعه‌ای از پوسترهای پدرسالارانه، پوسترهای ترویج‌دهندهٔ مدیریت متخصصان و وحدت میان کارگران و مدیران بودند و احتمالاً پوستر مذکور را به شکل «ما کارکنان وستینگهاوس می‌توانیم انجامش دهیم!» استنباط می‌کردند. تصویر باطراوت می‌توانست به عنوان یک پروپاگاندای ظریف، روحیهٔ کارکنان را تقویت کند و میزان تولید را از عقب افتادن بازدارد. لباس سرخ، آبی و سفید در تصویر اشاره‌ای زیرکانه به میهن‌پرستی داشت (رنگ‌های پرچم آمریکا). این تکنیک بارها توسط کمیسیون‌های تولیدات جنگ استفاده شد.
شورای تبلیغات ادعا کرد که پوستر به دست کمیته تبلیغات جنگ که بعداً به شورای تبلیغات تبدیل شد، به عنوان بخشی از کمپین «زنان در شغل‌های مربوط به جنگ» توسعه داده شده و باعث شده بیش از دومیلیون زن به این‌گونه مشاغل رو بیاورند. با این‌همه، استاد دانشگاه سیتون هال، جیمز. جی کیمبل، و استاد دانشگاه پیتسبرگ، لستر سی. اولسون، تحقیقاتی را پیرامون پوستر انجام دادند و دریافتند که پوستر از سوی شورای تبلیغات تهیه نشده و برای استخدام کارگران زن در جنگ مورد استفاده قرار نگرفته است.

## ارتباط با رزی پرچ‌کن

«رُزی پَرچ‌کُن» اثر نورمن راکول که در ستردی ایونینگ پست به صورت گسترده منتشر شده بود.

رُزی پَرچ‌کُن یک نماد فرهنگی ایالات متحده آمریکا، از زنی آمریکایی است که قوی و وطن‌پرست بوده و در خلال جنگ در کارخانه‌ها مشغول به کار است و با دستگاه پرچی در دست، مهمات و تجهیزات جنگی تولید می‌کند.
در طول جنگ جهانی دوم ارتباطی بین پوستر «ما می‌توانیم انجامش دهیم!» و آهنگ «رزی پرچ‌کن»، تولید شده در ۱۹۴۲ یا نقاشی نورمن راکول با نام رزی پرچ‌کن، که در روز یادبود (۲۹ مهٔ ۱۹۴۳) بر روی مجلهٔ ستردی ایونینگ پست چاپ شده بود، وجود نداشت. پوستر وستینگهاوس هم با هیچ‌کدام از شخصیت‌های زنی که نام مستعارشان «رزی» بود و پیش‌قراول زنان کارگری شدند که برای تولیدات جنگی در پشت خط مشارکت می‌کردند، ارتباط نداشت. باری، پوستر پس از دو هفته نمایش در فوریه ۱۹۴۳، به مدت چهار دهه ناپدید شده بود. دیگر تصاویر منسوب به «رزی» در این مدت رواج یافتند، و بسیاری‌شان عکس‌هایی بودند، که عکاس‌ها از زنان کارگر برمی‌داشتند. ادارهٔ اطلاعات جنگ ایالات متحده برای برانگیختن مردم کمپین تبلیغاتی بزرگی در سرتاسر کشور به راه انداخته بود، ولی پوستر «ما می‌توانیم انجامش دهیم!» جزئی از پوسترهای آن‌ها هم نبود.
نقاشی نمادین راک‌ول با نام رزی پرچ‌کن از ستردی ایونینگ پست به وزارت خزانه‌داری ایالات متحده آمریکا قرض داده شد، تا در پوسترها و کمپین‌های فروش اوراق قرضه جنگی به کار گرفته شود. پس از جنگ، نقاشی‌های راکول، که شامل قانون حق تکثیر بودند، به تدریج از حافظهٔ عمومی پاک شدند؛ نقاشی‌های او توسط ورثه حفاظت می‌شدند و اجازهٔ تخطی از حق تکثیر به کسی داده نمی‌شد. نتیجهٔ این حفاظت آن بود که نسخهٔ اصلی نقاشی، ارزشمند و گران‌بها شده و در سال ۲۰۰۲ در ازای حدود ۵ میلیون دلار به فروش برسد. در مقابل، فقدان حق تکثیر برای پوستر «ما می‌توانیم انجامش دهیم!» باعث دوباره معروف شدن و کپی‌برداری گسترده از آن شد.
اِد رِیس، یکی از تاریخ‌نگاران داوطلب در وستینگهاوس، متوجه شد که تصویر اصلی در طول جنگ به زنان پرچ‌کن نشان داده نشده بود، بنابراین ارتباط اخیری که بین پوستر و «رزی پرچ‌کن» مطرح شده قابل توجیه نبود. این پوستر جزئی از تبلیغاتی بود که هدف‌شان جذب نیروهای زن برای خط تولید آسترهای کلاه‌خود از جنس میکارتا بود. اد ریس به مسخره گفت که زن داخل پوستر بیشتر امکان داشت که نامش «مالی میکارتا ذوب‌کن» یا «هلن آستر کلاه‌خودساز» باشد.

## بازگشت

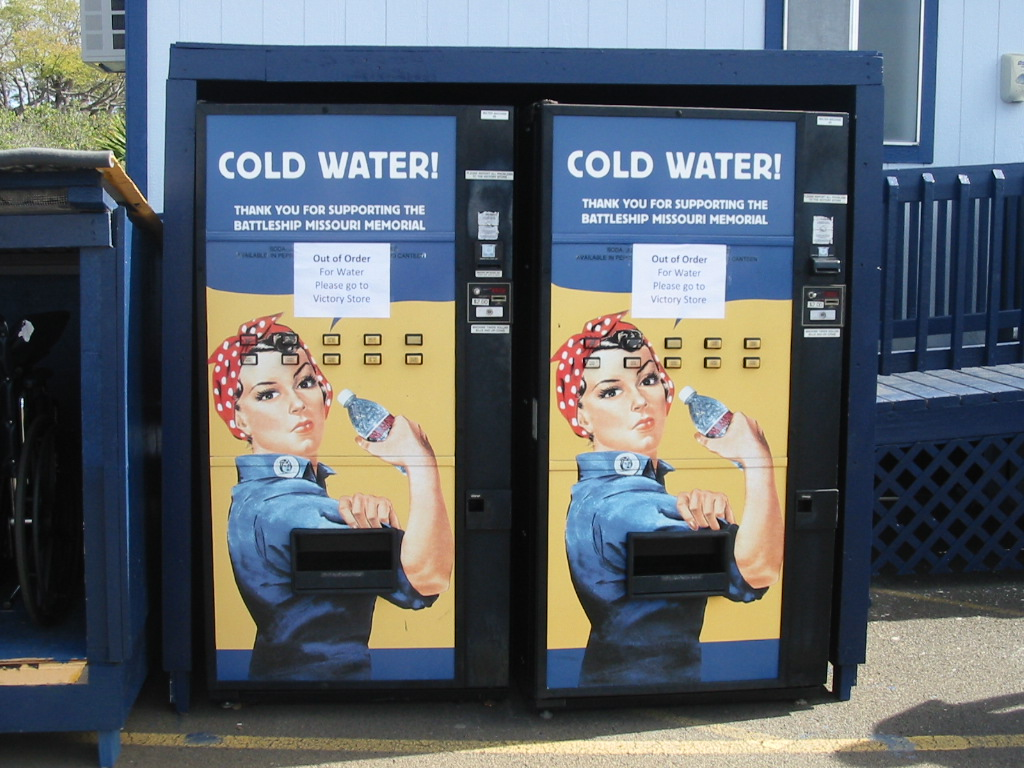
یک مثال از استفادهٔ تجاری پوستر برای یک جفت دستگاه فروش بطری آب.

در سال ۱۹۸۲ میلادی، پوستر «ما می‌توانیم انجامش دهیم!» در مقاله‌ای تحت عنوان «هنر پوستر در راستای میهن‌پرستی» در مجلهٔ واشینگتن پست بازنشر شد؛ مقاله مربوط به پوسترهای مجموعهٔ دفتر ملی بایگانی و مدارک آمریکا بود. پس از آن بود که از پوستر «ما می‌توانیم انجامش دهیم!» در ترویج فمینیسم و دیگر موضوعات سیاسی اوایل دههٔ ۱۹۸۰ استفاده شد.
در سال‌های آتی این پوستر برای ترویج فمینیسم تغییر کاربری یافت. فمینیست‌ها در این پوستر تصویری از توانمندی زنان را می‌دیدند. عبارت «ما» در این پوستر به صورت «ما زنان» معنا شد، که همهٔ زنان را به اتحاد و مبارزه با نابرابری جنسیتی فرامی‌خواند. این درک از پوستر با استفادهٔ اولیهٔ آن در سال ۱۹۴۳، که برای کنترل کارکنان و جلوگیری از ناآرامی‌ها بود، بسیار متفاوت بود. جرامایا اکسلروود، استاد تاریخ، معتقد است که تصویر مذکور ترکیبی از گرایش به فمینیسم و «مردانگی (تقریباً شاه نر) و زبان بدن» است.
مجلهٔ اسمیتسونیان این تصویر را در مارس ۱۹۹۴ بر روی جلد خود قرار داد، تا مخاطب را به خواندن مقالهٔ ویژه‌ای در ارتباط با پوسترهای دورهٔ جنگ جذب کند. خدمات پستی ایالات متحده آمریکا نیز تمبری را به ارزش ۳۳ سنت در فوریهٔ ۱۹۹۹ بر اساس همین تصویر منتشر کرد و عبارت «زنان از فعالیت‌های جنگ حمایت کردند» را بر آن افزود. یکی از پوسترهای وستینگهاوس از سال ۱۹۴۳ در موزه ملی تاریخ آمریکا، به عنوان بخشی از آثار دیدنی دهه‌های ۳۰ و ۴۰ میلادی، در معرض دید عموم قرار داشته است.

## شخص حاضر در پوستر

تصویر ۱۹۴۲ از نائومی پارکر

در سال ۱۹۸۴ کارگر جنگی سابق، جرالدین دویل در مجلهٔ مدرن میچریتی تصویری از زمان جنگ را مشاهده کرد که در آن زنی جوان در حال کار با ماشین تراش بود، او چنین فرض کرد که این تصویر از او در اواسط تا اواخر سال ۱۹۴۲ گرفته شده باشد؛ یعنی زمانی که او پاره‌وقت در کارخانه کار می‌کرد. ده سال بعد، دویل پوستر «ما می‌توانیم انجامش دهیم!» را بر جلد اسمیتسونیان دید و گمان کرد که تصویر خودش باشد. بدون این که قصد داشته باشد از این ارتباط سود ببرد، تصمیم گرفت اعلام کند که عکس ۱۹۴۲ او در زمان جنگ الهام‌بخش میلر شده تا پوستر را طراحی کند، ادعایی که او را به عنوان مدل پوستر معرفی می‌کرد. پس از آن دویل به عنوان مدل الهام‌بخش پوستر میلر شناخته شد. جیمز جی. کیمبل نسخهٔ اصلی عکس را از آرشیو عکس‌های خبری ای‌سی‌ام‌ای به دست آورد، که بر آن یادداشت زردرنگی ضمیمه شده بود که نام «نائومی پارکر» را بر خود داشت. این تصویر از مجموعه تصاویری است که در پایگاه هوایی المیدا در کالیفرنیا گرفته شدند و خانم پارکر را همراه با خواهرش در مارس ۱۹۴۲ در حال کار کردن در مشاغل مربوط به جنگ نشان می‌دادند. این تصاویر از ابتدای آوریل ۱۹۴۲ در مجلات و روزنامه‌های گوناگون چاپ می‌شدند؛ در این زمان خانم دویل هنوز در میشیگان، در مقطع دبیرستان، تحصیل می‌کرد. در فوریهٔ ۲۰۱۵ کیمبل با خواهران پارکر، که اکنون دارای نام‌های نائومی فرن فرالی ۹۳ ساله و خواهرش آدا وین مرفورد ۹۱ ساله بودند، مصاحبه کرد. وی دریافت که این دو خواهر پنج سال است از شناسایی اشتباه مدل پوستر آگاه بودند تلاش آن‌ها برای اصلاح این اشتباه و تصحیح آمارنوشت‌های تاریخی رد شده‌بود.
اگرچه نشریات زیادی ادعای اثبات‌نشدهٔ خانم دویل را منتشر کرده‌اند، ولی چارلز اِی. روچ، یکی از اهالی پیتسبرگ که از دوستان میلر نیز بود، گفت که میلر عادت نداشت شخصیت‌هایش را از روی عکس بکشد و از مدل‌های زنده استفاده می‌کرد. پنی کلمن، نویسندهٔ «رزی پرچ‌کن: زنان کار پشت خط جبهه در جنگ جهانی دوم» ، می‌نویسد که دویل و روچ هیچ‌کدام نمی‌توانند تعیین کنند که آیا میلر عکس یادشده در نشریات را دیده بود یا خیر.

## میراث

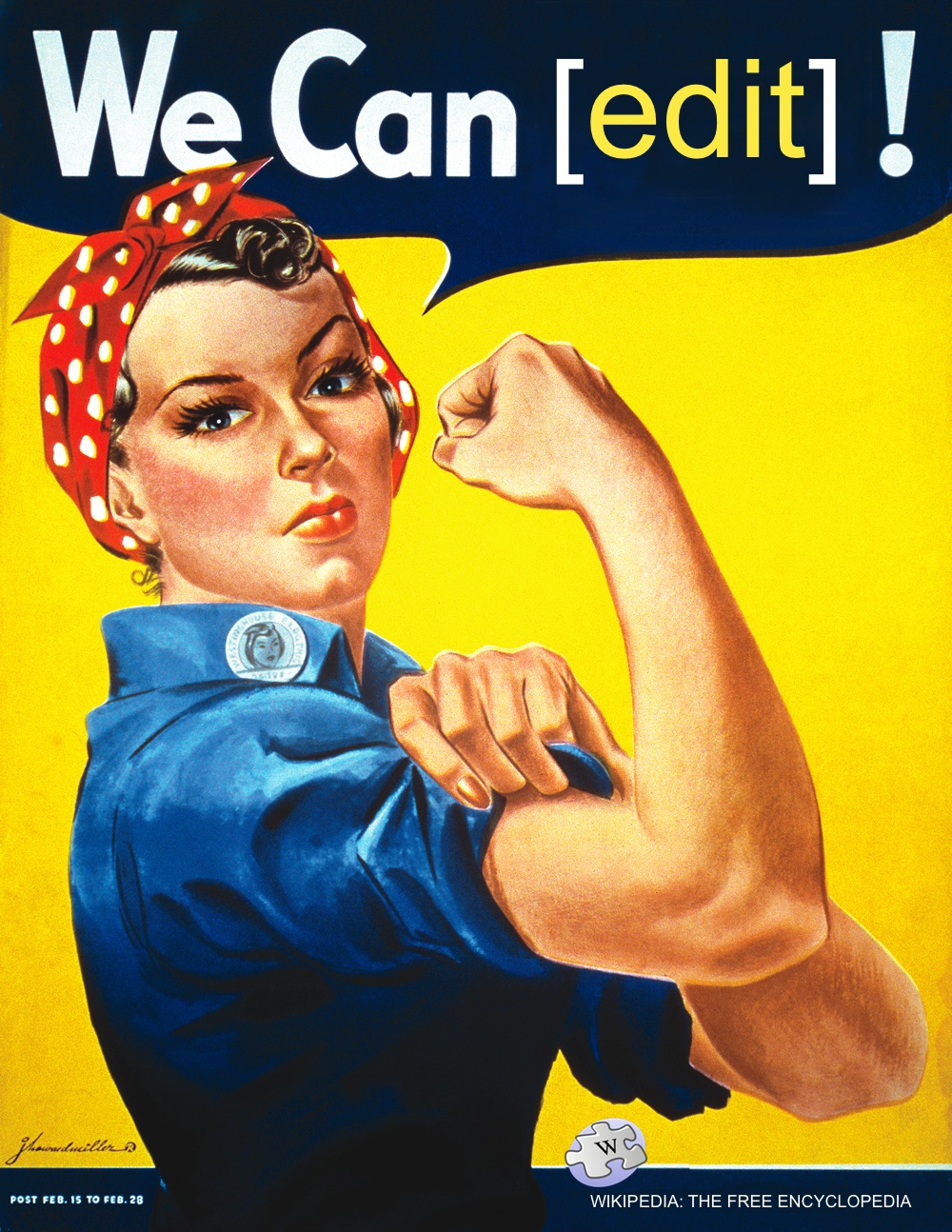
نمونه‌ای از نقیضه‌های «ما می‌توانیم انجامش دهیم!» که در ویکی‌پدیا استفاده شد. در این تصویر به جای شعار اصلی نوشته است: «ما می‌توانیم [ویرایش] کنیم!»

امروزه، این تصویر در سطحی گسترده، فراتر از استفادهٔ محدودی که در طول جنگ از این تصویر می‌شده، شناخته شده است. طرح آن در بسیاری از تی‌شرتها، لیوان‌های قهوه، خالکوبی‌ها و تزئینات یخچال استفاده می‌شود و آن‌گونه که واشینگتن پست گزارش داده، یکی از سوغاتی‌های پرفروش شهر واشینگتن، دی.سی. است. این پوستر یکی از ده تصویری است، که بیش از دیگر تصاویر از دفتر ملی بایگانی و مدارک آمریکا درخواست شده است. در سال ۲۰۰۸ این پوستر توسط برخی از فعالان منطقه‌ای برای کارزار تبلیغاتی افرادی چون سارا پیلین، ران پال و هیلاری کلینتون در انتخابات استفاده شد. تصویری از میشل اوباما نیز در سال ۲۰۱۰ توسط شرکت‌کنندگان در گردهمایی برای بازگرداندن سلامت و/یا ترس بر روی پوستر کار شد. این تصویر توسط شرکت‌ها نیز استفاده شده است؛ به‌طور مثال شرکت کلوراکس از آن در تبلیغاتی برای پاک‌کننده‌های خانگی استفاده کرد و زن درون تصویر را با یک حلقهٔ ازدواج در دست چپش، نشان داد. در پوسترهای تقلیدی طنز، به جای شخصیت اصلی از چهرهٔ زنان و مردان مشهور، حیوانات و شخصیت‌های داستانی استفاده شده است. همچنین اسباب‌بازی و عروسک‌هایی نیز از روی شخصیت این پوستر اقتباس شده‌اند و موزه کودکان ایندیاناپولیس یک نسخه ۴-در-۵-فوت (۱٫۲-در-۱٫۵-متر) که توسط هنرمندی به نام کریستن کامینز، با آبنبات‌های جلی بلی ساخته شده است، را به نمایش گذاشت.
پس از آن که در ژوئن ۲۰۱۰ جولیا گیلارد به عنوان نخستین زن به مقام نخست‌وزیر استرالیا رسید، در شهر ملبورن یک هنرمند خیابانی، که خود را فینیکس معرفی می‌کرد، تصویر صورت او را به نسخه‌ای تک‌رنگ از پوستر «ما می‌توانیم انجامش دهیم!» الحاق کرد. مجله انآدر در ژوئیه ۲۰۱۰ عکسی گرفته شده از پوستر مذکور در محلهٔ هوسیر لین شهر ملبورن را منتشر کرد که در گوشهٔ سمت راست و پایین تصویر به جای نشان «کمیتهٔ هماهنگ‌سازی تولیدات جنگ» یک نشانی وب از صفحهٔ فینیکس در فلیکر آورده شده‌بود. در ماه مارس ۲۰۱۱ فینیکس پوستر مشابه دیگری طراحی کرد که این بار رنگی بود و عبارت «او انجامش داد!» بر آن نقش بسته بود. پس از آن در ژانویه ۲۰۱۲ او با آوردن عبارت مورب «بیش از اندازه غمگین» در پوستر، ناامیدی خود را از تحولات در سیاست استرالیا نشان داد.
جرالدین دویل در دسامبر ۲۰۱۰ درگذشت. اوتنه ریدر با تصویر روی جلد خود در شماره ژانویه-فوریه ۲۰۱۱ فراتر رفت و نوشت: نقیضه «ما می‌توانیم انجامش دهیم!» که همراه بود با تصویری از مارج سیمپسون که دست راستش را مشت کرده و بالا برده بود. سردبیران اوتنه ریدر همچنین از مرگ دویل ابراز تأسف کردند.
در سال ۲۰۱۱ از تصویر استریوسکوپی پوستر «ما می‌توانیم انجامش دهیم!» در فیلم ابرقهرمانی کاپیتان آمریکا: نخستین انتقام‌جو استفاده شد. این تصویر پس‌زمینه تایتل کارد بازیگر زن انگلیسی، هایلی اتول، بود.
در فوریه ۲۰۱۲ و در طول مراسم هفتادمین سالگرد تأسیس شورای تبلیغات، یک نرم‌افزار کاربردی تعاملی که به دست آژانس دیجیتال انیماکس طراحی شده بود، به صفحه فیس‌بوک شورا پیوند شد. این اپلیکیشن که به خاطر رزی پرچ‌کن، «خودت را رزی کن» نام گرفت، به بینندگان اجازه می‌داد تصویر خودشان را روی پوستر ما می‌توانیم انجامش دهیم!، بارگذاری کرده و پس از ذخیره کردن، آن را با دوستان‌شان به اشتراک بگذارند. پگی کونلن، رئیس هیئت مدیره و مدیر عامل شورا در مقاله‌ای که در مورد تاریخ هفتادساله این گروه نوشت، چهره «رزی‌مانند شده» خود را در «هاف‌پست» منتشر کرد. کارکنان برنامهٔ تلویزیونی امروز، دو عکس «رزی‌مانند شده» را با استفاده از چهره‌های دو مجری جدید اخبار خود، مت لاور و آن کوری، در وب سایت خود منتشر کردند.